# Helene Voigt
Helene Louise Julie Voigt, geb. Helene von Ziegler und Klipphausen, (* 21. August 1857 in Bischdorf; † 11. März 1924 in Görlitz) war eine deutsche Roman- und Kinderbuchautorin.

## Leben
Sie war die Tochter des königlich-preußischen Oberförsters Georg von Ziegler und Klipphausen (1824–1879) und der Louise, geb. Gräfin von Pückler-Limpurg (1831–1901). Zum Zeitpunkt ihrer Geburt war ihr Vater Oberförster im oberschlesischen Bischdorf bei Rosenberg. Sie wuchs in Görlitz auf und heiratete dort im Jahr 1892 den königlich-preußischen Rittmeister Paul Voigt. In Folgezeit lebte sie im ostpreußischen Tapiau, wo ihr Ehemann Direktor der Ostpreußischen Provinzial-Besserungs- und Landarmenanstalt war. Nach dessen Tod im Jahr 1923 zog sie zurück nach Görlitz, wo ebenso ihre verwitwete Schwester Viktoria Tschoertner (1859–1943) lebte.
Vor und in den ersten Jahren ihrer Ehe wirkte Helene von Ziegler und Klipphausen als Autorin verschiedener Erzählungen für Kinder. Sie verwendete neben ihrem Geburtsnamen Helene von Ziegler auch die Pseudonyme Hella bzw. Francesca von Limpurg in Anspielung auf den Geburtsnamen ihrer Mutter. Im Jahr 1889 erschien in Berlin ihr Roman Durch Brandung und Klippen.

## Werke
- 29 Erzählungen für unsere Kleinsten. Gera 1886.
- Unveränderlich treu. Breslau 1887.
- Schloss Fichtenau. Eine Erzählung für die Jugend. Breslau 1888.
- Im Feuer geläutert. Eine Erzählung für junge Mädchen. Gotha 1888.
- zusammen mit Klementine Sprengel und Karl Cassau: Frühlingsblumen. Erzählungen für junge Mädchen. Wesel 1888.
- Durch Brandung und Klippen. Roman. Berlin 1889.
- Ziegenjörgel. Breslau 1889.
- In gefahrvoller Stunde. Im Burgfrieden von Hoheneck. Eine Erzählung für die Jugend. Wesel 1891.
- Unser Lockenköpfchen. In: Helene von Ziegler und Herbert von Osten: Zwei neue Erzählungen für Kinder von 6–12 Jahren. Wesel 1891.
- Nur ein Ring. Eine Erzählung für die Jugend. Gotha 1892.
- Am Hexensee. Von Hella Limpurg. Österreicher, Mährisch-Schönberg 1894. (Beilage zur Schönberger Zeitung)
- Ein Fliedersträusschen. Eine Erzählung für die Jugend im Alter von 9–15 Jahren. Nürnberg 1896.